# 佛說施燈功德經
《佛說施燈功德經》，（藏語：Mar-me ḥbul-ba），由高齊天竺僧人那連提耶舍所譯，收錄於大正藏經集部第16冊第702部
；乾隆藏收錄於大乘單譯經第45冊424部，另於房山石經、高麗藏、嘉興藏、中華藏、洪武南藏、永樂南藏、永樂北藏、開寶藏、普寧藏、至元錄、卍正藏等經藏皆有收錄此經典。

## 內容概要
釋迦牟尼佛在舍衛國（古印度大國之一）的祗園精舍，向祂的弟子舍利弗宣說，以恭敬至誠的心於佛塔廟前燃燈供佛、佈施燈明，獲得什麼樣的殊勝功德及福報，而且所獲得的無量福報，唯有佛陀能夠徹見知悉，並非為世間天人、魔、梵、沙門、婆羅門乃至於聲聞、辟支佛能夠知悉的。
若有眾生於佛塔廟以燈明供養，能獲種種殊勝利益：
- 臨命終時，平生所做佛事、善事自然浮現於心中、心生歡喜開始念佛、身心清淨無有煩惱
- 臨命終時，見到種種殊勝景象：日、月兩輪圓滿湧現、許多天人聚在一起、佛陀在菩提樹下成道並見到自己對佛恭敬合掌
- 命終之後，得生忉利天享受天福，並自知宿命知悉何時壽命將至，天福享盡後不墮惡道，投生於人，出生於尊貴的佛化家庭。
- 得四種福報：相貌端正、資財充足、善根深厚、具大智慧
- 得四種清淨：身業清淨、口業清淨、意業清淨、善友清淨
- 得八種快樂果報：眼目明亮美好、知見正確、具天眼通、得不缺戒、智慧圓滿證得道果、作諸善業無有阻礙、因所做的善業得以親見佛陀、成為轉輪聖王、帝釋天主或梵天主
- 得八種無量果報：無量佛眼、無量如來神通力、無量佛戒、無量如來三昧、無量如來智慧、無量如來解脫、佛無量解脫知見、明白一切眾生之喜好或興趣
- 得八種無量資糧：無量正念資糧、無量大智資糧、無量信心資糧、無量精進資糧、無量大慧資糧、無量三昧資糧、無量辯才資糧、無量福德資糧